# جوایز برگزیده کودکان ۲۰۱۶
جوایز برگزیده کودکان ۲۰۱۶ (انگلیسی: 2016 Kids' Choice Awards) در ۱۲ مارس ۲۰۱۶ در اینگلوود، کالیفرنیا برگزار و از نیکلودئون به صورت زنده پخش شد. همچنین هم به صورت زنده و هم به صورت ضبط شده از تمام شبکه‌های بین‌المللی نیکلودئون پخش شد. خواننده کانتری، بلیک شلتون میزبانی مراسم را برعهده داشت.

## نامزدها
- نامزدها در ۲ فوریه ۲۰۱۶ اعلام شدند.
- شش دسته جدید تحت عنوان‌های «نمایش آشپزی موردعلاقه»، «همکاری موردعلاقه»، «ستاره موردعلاقه مرد - نمایش کودکان»، «ستاره موردعلاقه مرد - نمایش خانوادگی»، «ستاره موردعلاقه زن - نمایش کودکان» و «ستاره موردعلاقه زن - نمایش خانوادگی» اضافه شدند. برنده‌ها به صورت پررنگ درآمده‌اند.

### فیلم‌ها
| - مرد مورچه‌ای - انتقام‌جویان: عصر اولتران - سیندرلا - خونه بابا - عطش مبارزه: زاغ مقلد - بخش ۲ - دنیای ژوراسیک - آوازخوان حرفه‌ای ۲ - جنگ ستارگان: نیرو برمی‌خیزد - جان بویگا (فین، جنگ ستارگان: نیرو برمی‌خیزد) - رابرت داونی جونیور (تونی استارک / مرد آهنی، انتقام‌جویان: عصر اولتران) - کریس ایوانز (استیو راجرز/کاپیتان آمریکا، انتقام‌جویان: عصر اولتران) - کریس همسورث (ثور، انتقام‌جویان: عصر اولتران) - ویل فرل (برد ویتیکر، خونه بابا) - کریس پرت (اون گردی، دنیای ژوراسیک) - لیلی جیمز (سیندرلا، سیندرلا) - اسکارلت جوهانسون (عنکبوت سیاه، انتقام‌جویان: عصر اولتران) - آنا کندریک (بکا میشل، آوازخوان حرفه‌ای ۲) - جنیفر لارنس (کتنیس اوردین، عطش مبارزه: زاغ مقلد - بخش ۲) - دیسی ریدلی (ری، جنگ ستارگان: نیرو برمی‌خیزد) - ربل ویلسون (فت ایمی، آوازخوان حرفه‌ای ۲) | - آلوین و سمورچه‌ها (فیلم ۲۰۱۵) - خانه - هتل ترانسیلوانیا ۲ - درون و بیرون - مینیون‌ها - فیلم بادام زمینی - ساندرا بولاک (اسکارلت اورکیل، مینیون‌ها) - سلنا گومز (میویس، هتل ترانسیلوانیا ۲) - جاستین لانگ (آلوین، آلوین و سمورچه‌ها) - جنیفر لوپز (لوسی، خانه) - جیمز پارسونز (اه، خانه) - ایمی پولر (شادی، درون و بیرون) |

### تلویزیون
| - Austin & Ally - Girl Meets World - Henry Danger - جسی - Lab Rats: Bionic Island - The Thundermans - مأموران شیلد - تئوری بیگ بنگ - فلش - خانواده امروزی - موپت‌ها - روزی روزگاری - Aidan Gallagher (نیکی هارپر، Nicky, Ricky, Dicky & Dawn) - Jack Griffo (مکس تاندرمن، The Thundermans) - روس لینچ (آستین مون، Austin & Ally) (۴مین بار متوالی) - Jace Norman (هنری هارت، Henry Danger) - Casey Simpson (ریکی هارپر، Nicky, Ricky, Dicky & Dawn) - تیرل جکسون ویلیامز (لئو دولی، Lab Rats: Bionic Island) - آنتونی اندرسون (آندره 'دره' جانسون، Black-ish) - جانی گالکی (لئونارد هافستادر، تئوری بیگ بنگ) - گرانت گاستین (بری آلن، فلش) - بنجامین مک‌کنزی (جیمز گوردون، گاتهام) - جیمز پارسونز (شلدون کوپر، تئوری بیگ بنگ) - ریکو رودریگز (منی دلگادو، خانواده امروزی) | - داو کامرون (لیو و مدی رونی، لیو و مدی) - لیزی گیرین (Dawn Harper, Nicky, Ricky, Dicky & Dawn) - Kira Kosarin (Phoebe Thunderman, The Thundermans) - لورا مارانو (Ally Dawson, Austin & Ally) - دبی راین (Jessie Prescott, Jessie) - زندیا (K.C. Cooper, K.C. Undercover) - کلویی بنت (دیزی «اسکای» جانسون، مأموران شیلد) - کیلی کوئوکو (پنی هافستادر، تئوری بیگ بنگ) - سارا هایلند (هیلی دانفی، خانواده امروزی) - جنیفر موریسون (اما سوان، روزی روزگاری) - سوفیا ورگارا (گلوریا دلگادو-Pritchett، خانواده امروزی) - مینگ-نا ون (ملیندا می، مأموران شیلد) - آمریکا استعداد دارد - امریکن آیدل - Dance Moms - رقص با ستارگان - صدا - Cake Boss - Chopped Junior - Cake Wars - Diners, Drive-Ins and Dives - Hell's Kitchen - MasterChef Junior - آلوین و سمورچه‌ها - دنیای شگفت‌انگیز گامبال - آبشار جاذبه - نینجاگو - فینیس و فرب - باب‌اسفنجی شلوارمکعبی (۸مین بار متوالی و ۱۳مین بار کلی) - استیون یونیورس - تایتان‌های نوجوان به پیش! |

### موسیقی
| - فال اوت بوی - فیفت هارمونی - ایمجین دراگنز - مارون ۵ - وان دایرکشن - پنتاتونیکس - جاستین بیبر - دریک - نیک جوناس - اد شیرن - بلیک شلتون - د ویکند - ادل - سلنا گومز - آریانا گراندی - نیکی میناژ - مگان ترینر - تیلور سوئیفت | - "خصومت" از تیلور سوئیفت به همراه کندریک لامار - "صورتم را نمی‌توانم حس کنم" از د ویکند - "سلام" از ادل - "Hotline Bling" از دریک - "بلند بلند فکر کردن (ترانه اد شیرن)" از اد شیرن - "منظورت چیه؟" از جاستین بیبر - آلیسیا کارا - دی‌ان‌سی‌ای - اومی - شان مندس - سایلنتو - واک د مون - "خصومت" از تیلور سوئیفت به همراه کندریک لامار - "Downtown" by Macklemore & Ryan Lewis feat. Eric Nally , Melle Mel, Kool Moe Dee and Grandmaster Caz - "خوب برای تو" از سلنا گومز به همراه A$AP Rocky - "Like I'm Gonna Lose You" از مگان ترینر به همراه جان لجند - "وقتی باز دیدمت" از ویز خلیفا به همراه چارلی پوث - "الان کجایی" از جک یو با جاستین بیبر |

### دیگر
| - خاطرات یک زامبی ماینکرفت - سری خاطرات یک بجه ضعیف (۲مین بار متوالی و ۶مین بار برنده شد) - سری هری پاتر - جنگ ستارگان: تمام چیزی که نیاز دارید بدانید - سریعطش مبارزه - سری دونده مارپیچ | - دیزنی بی‌نهایت ۳٫۰ - فقط برقص ۲۰۱۶ - ماینکرفت: حالت داستانی - Skylanders: SuperChargers - باب‌اسفنجی شلوارقهرمانی - سوپر ماریو میکر |

## بین‌المللی

### آسیا
| Favorite Asian Sports Star - Kim Kurniawan (Indonesia) - Jeron Teng (Philippines) - Pandelela Rinong (Malaysia) - Irfan Fandi (Singapore) | Favorite Pinoy Personality - Enrique Gil - James Reid - Kathryn Bernardo - Maine Mendoza |

### برزیل
Favorite Brazilian Artist
- Fly
- Anitta
- Biel
- Ludmilla
- MC Gui
- Zé Felipe

### اروپا

#### فرانسه

##### خواننده فرانسوی موردعلاقه
- بلک ام
- سوپرانو
- لوان امرا
- Fréro Delavega

#### ایتالیا

##### Favorite Italian Singer
- The Kolors
- Michele Bravi
- Alessio Bernabei
- Benji e Fede

##### Favorite Italian Youtuber
- Sofia Viscardi
- Alberico de Giglio
- Antony di Francesco
- Leonardo Decarli

#### دانمارک
- بنجامین لاسنیر
- سیسیلیا
- کریستوفر
- لوکاس گراهام

#### آلمان، اتریش، سوئیس

##### ستاره موردعلاقه
- کرو
- مارک فورستر
- لنا مایر-لاندروت
- الیاس مبارک

##### Favorite YouTuber
- Julien Bam
- Dagi Bee
- Bratayley
- Freshtorge
- EthanGamerTV

#### هلند و بلژیک
| Favorite Dutch Celebrity - B-Brave - Chantal Janzen - Jandino - MainStreet - Ronnie Flex - Timor Steffens | Favorite Flemish Celebrity - Dimitri Vegas & Like Mike - Emma Bale - Ian Thomas - K3 - Natalia - Niels Destadsbader |

##### Favorite Vlogger
- Acid (Belgium)
- Beautynezz (The Netherlands)
- Dylan Haegens (The Netherlands)
- Enzo Knol (The Netherlands)
- Furtjuh (The Netherlands)
- Unagize (Belgium)

#### لهستان

##### Favorite Polish Star
- Dawid Kwiatkowski
- Margaret
- روبرت لواندوفسکی
- Sarsa

#### پرتغال
- D.A.M.A
- Agir
- Filipe Gonçalves
- Carlão[۱]

#### اسپانیا

##### Favorite Music Act
- Calum
- Lucía Gil[۲]
- Maverick
- Sweet California[۳]

#### بریتانیا و ایرلند
| - Fleur East - لیتل میکس - Nathan Sykes - وان دایرکشن - ریکستون - ومپس - Ethan Gamer TV - iBallisticSquid - Alia - Mr. Stampy Cat - Spencer FC - The Diamond Mine Cart - Arianators - Beliebers - Directioners - Mixers - Swifties - Vampettes - Grumpy Cat - Meredith Grey - Olivia Benson - Prince Essex - Sam - Venus | - اندی ماری - الی سیموندز - هری کین - جسیکا انیس-هیل - لوئیز همیلتون - Steph Houghton - Cherry Wallis - Jazzybum - Mynameschai - Noodlerella - Raphael Gomes - Sam King FTW - "Hello" by Adele - "Sax" by Fleur East - "Hold My Hand" by Jess Glynne - "Black Magic" by Little Mix - "Drag Me Down" by One Direction - "We All Want the Same Thing" by Rixton |

### Slimed Celebrities
- بلیک شلتون- The host was the mystery celebrity slimed at the end of the show.
- فیفت هارمونی- The girls were slimed whilst collecting the 'Best Female Group'award.

### خاورمیانه و آفریقای شمالی
بازیگر محبوب عرب
- حلا الترک
- حمزه حساوی
- محمد عساف
- THE 5